# Eduard Ritter

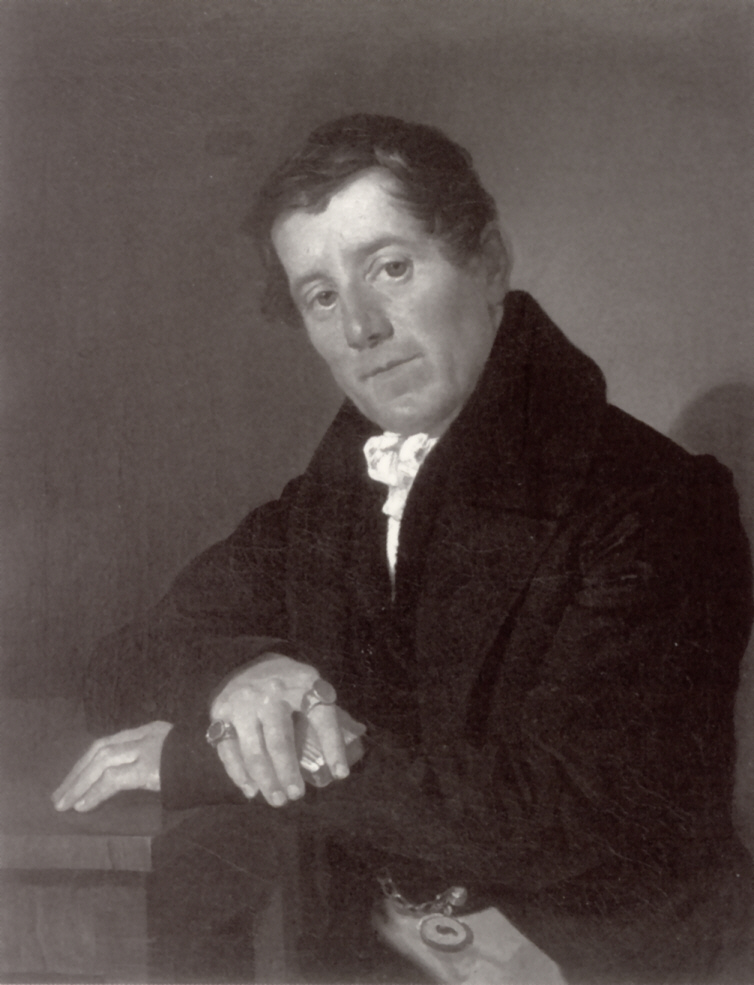
Herrenporträt

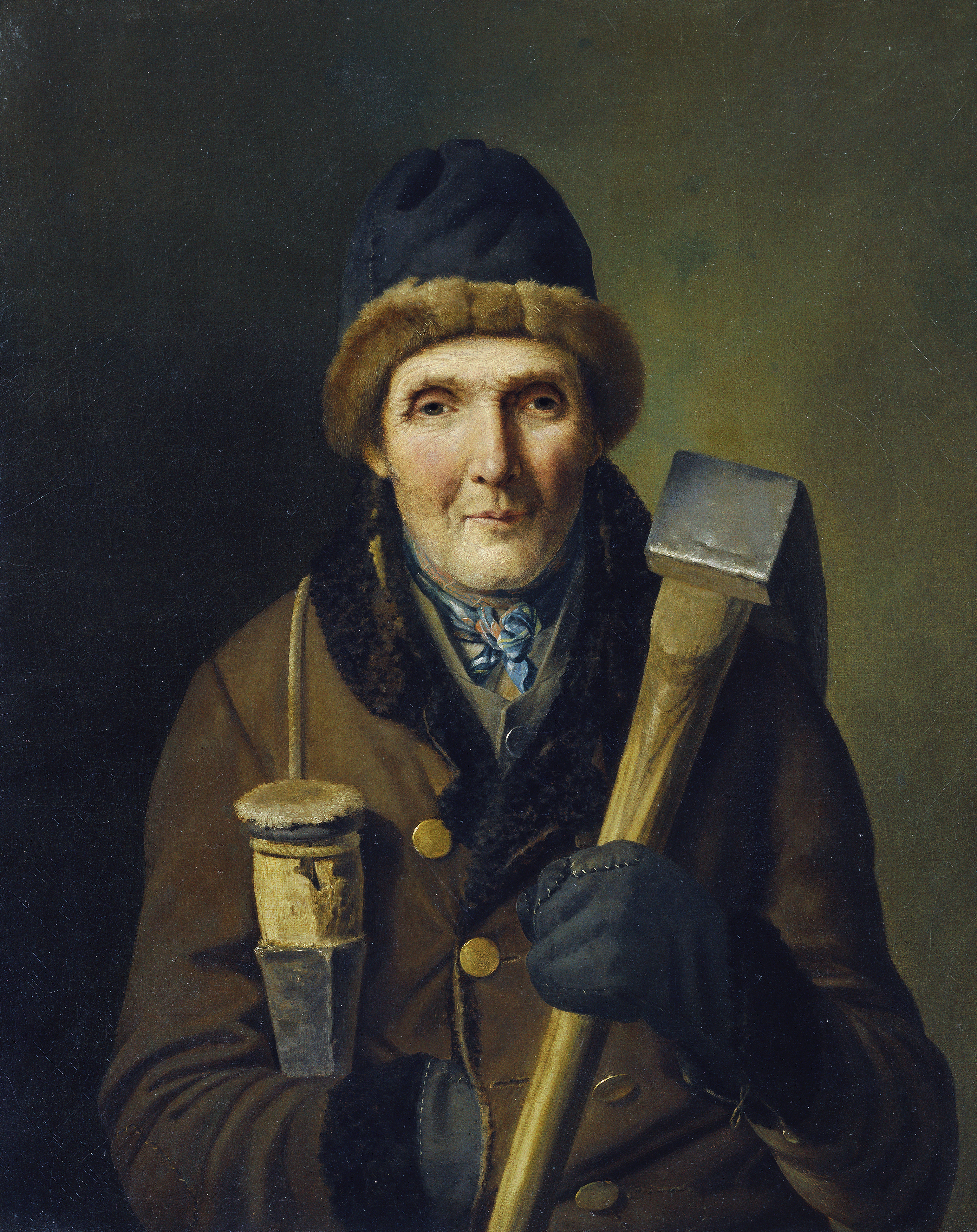
Der Holzfäller

Eduard Ritter (* 28. September 1808 in Wieden; † 5. September 1853 in Wien) war ein österreichischer Maler des Biedermeiers.

## Leben
Laut einer privaten Familienchronik wurde Eduard Ritter im Haus Wieden 210 am 28. September 1808 geboren. Er besuchte 1829–1834 die Wiener Akademie der bildenden Künste. Somit studierte er gleichzeitig mit Josef Danhauser, Peter Fendi oder Ferdinand Georg Waldmüller. Ab 1830 stellte er regelmäßig in der Akademie aus, wo er 1848 auch Mitglied wurde. Ab 1851 stellte er ebenfalls im Österreichischen Kunstverein und im Künstlerhaus Wien aus.

## Wirken
Ritter war zu seiner Zeit sehr erfolgreich. Er schuf nicht nur Landschaften in Öl und Aquarell, sondern vor allem auch Porträts und Genreszenen, die von der holländischen Malerei des 17. Jahrhunderts, wie Adriaen van Ostade, beeinflusst waren. Diese Künstler konnte er in den Beständen der Wiener Akademie ausführlich studieren. Ritter malte besonders bäuerliche und ländliche Szenen, die gerne einen anekdotischen oder erzählerischen Charakter besitzen. Damit zählt er zu den österreichischen Biedermeiermalern, die der realistischen Genremalerei verpflichtet waren. Im Gegensatz zu seinen Kollegen, die das Studium der Natur propagierten, ging Ritter aber mehr von den Bilderfindungen und Kompositionen der alten Holländer aus.
Werke (Auswahl)
- Porträt eines jungen Mannes (Wien, Österreichische Galerie Belvedere), 1835, Öl auf Leinwand
- Die Bauernstube (St. Pölten, Museum Niederösterreich, Inv. Nr. 548), 1838, Öl auf Karton, 48,4 × 63,2 cm
- Der Holzfäller (Wien, Österreichische Galerie Belvedere), um 1840, Öl auf Leinwand, 79,5 × 63 cm
- Blick auf Gutenstein (St. Pölten, Museum Niederösterreich, Inv. Nr. 1961), 1846, Öl auf Leinwand